# Васил Абаджиев
Васил Абаджиев е български художник и сценограф.
Васил Абаджиев е роден през 1966 г. в Сливен, в семейството на треньора по вдигане на тежести Иван Абаджиев. Защитава магистърска степен със специалност Живопис в Националната художествена академия. Има самостоятелни живописни и фотографски изложби и участия в колективни изложби в България, Германия, Румъния и други. Има постижения и във фото и видео инсталациите. Занимава се със сценография и костюмография на театрални постановки. Реализира над 40 сценографски проекта в България, Германия, Русия и САЩ. През 2005 г. специализира в „Cité internationale des arts“, Париж.
Негови сценографски и костюмографски проекти са част от спекталите поставени на: Народен театър "Иван Вазов", Сатиричен театър "Алеко Константинов", Театър София, Малък градски театър "Зад канала", Театър 199 "Валентин Стойчев", Театър "Сълза и смях" и др. 
Автор е на изложби: живопис, мултимедия и фотография. Неговите творби са представяни в галерии в страната, Германия, Румъния, САЩ, Великобритания и др. 
Носител на множество национални награди.

## Образование
Завършил е магистърска специалност Живопис в Национална художествена академия. 
През 2005 специализация в “ Cite des arts”, Париж. 
МA, специалност „живопис”. 

## Изложби
- 2022 - СГХГ: ДЕЧКО УЗУНОВ/ ВАСИЛ АБАДЖИЕВ, Програма на Софийска градска художествена галерия - MEETINGS BEYOND TIME.  галерия “Дечко Узунов”
- 2022 – „Аз съм“ – галерия „Ракурси“, София.[3]
- 2019 – фотографска изложба „Отделени“ – Софийска градска художествена галерия.[1]
- 2015 - PROJEKTRAUM DONAU - exhibitions & talks
- Bruxelles - BE / Vienna,
- Sankt Pölten - AT / Ulm,
- Karlsruhe, Stuttgart – DE
- Timisoara – RO
- Pécs – HU
- Osijek – HR
- Belgrad - RS[4]
- 2012 - ИГРАЧКИ, Галерия Академия, София
- 2011 - SUB from SUBSTORIES or/или СУБ от СУБСТОРИС: АЙРОН, Галерия „Райко Алексиев”, София
- 2009 - Нацинална художествена галерия - София
- Substories, Галерия „Райко Алексиев”, София
- 2009 - Изложба на М-Тел, Варна
- 2006 - Месец в изкуството, Варна Живопис, Хасково, (самостоятелна изложба)
- 2004 - “10 x 5 x 3”, Национален изложбен център “Шипка” 6, София
- Фигуралната картина,  Национален изложбен център - “Шипка” 6, София
- 2003 - Неон, галерия “Белия квадрат”, (самостоятелна изложба)
- 2001 - Живопис, галерия “Крида Арт”, София, (самостоятелна изложба)
- 2000 - Национална младежка изложба, Национален изложбен център “Шипка” 6, София
- 1997 -  Рисунки, Национален театър “Иван Вазов”, София, (самостоятелна изложба)
- 1996 - Рисунки, галерия “Арт”, София, (самостоятелна изложба)

## Участие и експозиция на живописни работи и видео инсталации
- Exhibitions & talks Bruxelles – Белгия
- Vienna, Sankt Pölten – Австрия
- Ulm, Karlsruhe, Stuttgart – Германия Timisoara – Румъния
- Pécs – Унгария
- Osijek – Хърватска
- Belgrade – Сърбия
- 2012 – Играчки, Национална художествена академия, София
- 2011 – SUB from SUBSTORIES or/или СУБ от СУБСТОРИС: АЙРОН, Галерия „Райко Алексиев“, София
- 2009 – Изложба на М-Тел, Варна
- 2009 – Substories, Галерия „Райко Алексиев“, София
- 2006 – „Месец в изкуството“, Варна
- 2006 – Живопис, Хасково, (самостоятелна изложба)
- 2004 – „10 x 5 x 3“, Национален изложбен център „Шипка“ 6, София
- 2003 – Неон, галерия „Белия квадрат“, самостоятелна изложба
- 2003 – „Фигуралната картина“, Национален изложбен център „Шипка“ 6, София
- 2001 – Живопис, галерия „Крида Арт“, София, самостоятелна изложба
- 2000 – Национална младежка изложба, Национален изложбен център „Шипка“ 6, София
- 1997 – Рисунки, Национален театър „Иван Вазов“, София, самостоятелна изложба
- 1996 – Рисунки, галерия „Арт“, София, самостоятелна изложба

## Награди
- 2010 – Награда Аскеер за сценография за „Госпожица Юлия“ от Аугуст Стриндберг, постановка Лилия Абаджиева, Народен театър „Иван Вазов“.[5]
- 2009 Награда Аскеер за сценография за „Краят на играта“ от Самюел Бекет, режисьор Лилия Абаджиева, Театър 199 „Валентин Стойчев“.[5]